# 2,4-二氨基丁酸
2,4-二氨基丁酸（缩写：DABA）是一种有机化合物，化学式C4H10N2O2，属于一种α-氨基酸和γ-氨基酸，可作为GABA再摄取抑制剂。